# فبرونيا السورية
القديسة فبرونيا أو ڤيرونيا السورية هي قديسة مسيحية مكرمه في الكنيسة القبطية.

## حياتها
ولدت فبرونيا في القرن الثامن الميلادى في الشام لعائلة غنية تعيش في سوريا، ومع مرور الزمن كبرت الفتاه وقررت ان تصبح راهبة، فذهبت لدير للعذروات في اخميم وصارت راهبة، وفي عمر 26 أصبحت رئيسة للدير وكان ذلك في عهد البابا ميخائيل الأول. و في أثناء الاضطربات التي حدثت في عهد الخليفة الأموي مروان الثاني بن محمد بن مروان، هاجم بعض الجنود الدير فعندما رأوا الرهبة ولشدة جمالها قرروا عدم قتلها بل خطفها وارسالها إلى الخليفة كهدية، فلما عرفت الراهبة ما يخططون له صلت وطلبت من الله المساعدة وفكّرت  فبرونيا في طريقة للتتخلص منهم فطلبت محدثه رئيسهم، فلما حضر قالت له سأقول لك سر عظيم شرط أن تتركني وشأنى، أنه يوجد زيت حينما  ويدهن به الرقاب لا يؤثر فيه السيف. وأنتم دائمًا في حروب كثيرة وستحتاجونه حتما، فأحضرت الراهبة الزيت،  ودهنت رقبتها وطلبت ان يضربها أحد الجنود بسيفه حتى يشاهدوا مفعول الزيت،  فضربها السياف فانفصلت رأسها عن جسدها وتدحرجت على الأرض. وعلموا أنها خدعهم لكي تهرب منهم. وندموا على ما بدر منهم، ثم تركوا الدير دون أن يمسوه.